# Линейни кораби тип „Ямато“
Ямато (на японски: 大和, на английски: Yamato) са серия линейни кораби на Императорския флот на Япония от времето на Втората световна война. Всичко от проекта са построени 2 кораба: „Ямато“ (на японски: 大和, на английски: Yamato) и „Мусаши“ (на японски: 武蔵, на английски: Musashi), а заложеният корпус на третия кораб от серията е преправен на самолетоносача „Шинано“. Най-големите линкори в историята на корабостроенето.

## Проектиране
Числеността на линейните флоти на САЩ, Великобритания и Япония е фиксирана на нивото 15:15:9 единици съответно от Вашингтонския договор от 1922 г., което лишава японския флот от перспективите да постигне числено превъзходство над флотите на вероятните противници; изход от това положение японските адмирали виждат в организирането на качествено превъзходство на своите кораби. Първите проекти за нови линкори са изпълнени в инициативен ред в края на 1920-те години от контраадмирал Хирага и капитан I ранг Фуджимото. Всички представени проекти превишават договорената водоизместимост, имат мощно брониране, а калибърът на артилерията се колебае от 410 до 510 мм
През 1934 г. японското ръководство приема секретното решение да се откаже от спазването на договорните ограничения (35 000 дълги т) и да започне разработването на проект, който чувствително превъзхожда чуждестранните. Счита се, че САЩ няма да строят линейни кораби, неспособни да преминават през Панамския канал, следователно тяхната водоизместимост ще бъде ограничена, според оценката на японските специалисти до 60 000 т (фактически както показва строителството на линкорите от типа „Монтана“, които не преминават тогавашните параметри на канала, тази оценка се оказва занижена). Към създаването на проекта пристъпват през есента на 1934 г., и към началото на 1936 г. са представени 24 варианта за линкора. Водоизместимостта им се колебае от 52 000 до 69 500 т, енергетичната установка се предполага да бъде смесена дизел-паротурбинна, а въоръжението на болшинството от вариантите се предполага да бъде във вид на осем-девет 460-мм оръдия, като кулите на главния калибър са разположени, като правило, на носа, по примера на британските линкори от типа „Нелсън“. В крайна сметка на 20 юли 1936 г. за основа е приет вариантът A140-F5, разработен под ръководството на контраадмирал Фукуда.
Окончателният вариант е утвърден през март 1937 г. и предвижда замяната на смесената установка с чисто паротурбинна. Това е свързано с показалите своята ненадеждност дизелови установки японско производство и трудностите при демонтажа на толкова масивни агрегати.
Японските адмирали, считащи линкорите за главната ударна сила на флота, предполагат, че корабите от този тип, бидейки построени в достатъчно количество, ще осигурят на Императорския флот решаващо преимущество в предполагаемото генерално сражение с Тихоокеанския флот на САЩ. Само авторитетният адмирал Исороку Ямамото се придържа към мнението за решаващата роля на самолетоносачите и незначителния потенциал на линкорите.
Тези кораби напомнят калиграфските религиозни свитъци, които старците окачват в своите къщи. Те не са доказали своята ценност. Това е само въпрос на вяра, а не на реалност… линкорите ще бъдат полезни на Япония в бъдещата война толкова, колкото и самурайският меч.

## Строителство
„Ямато“ е заложен н 4 ноември 1937 г. в корабостроителницата на ВМС в Куре. Неговия „систършип“ „Мусаши“ е заложен на 29 март 1938 г. в корабостроителницата на „Мицубиши“ в Нагасаки. Строителството се води в обстановка на безпрецедентна секретност. Мястото на строеж е закрито от всички страни с навеси от сезалови рогозки; след спускането на корабите на вода те допълнително са прикривани от маскировъчни мрежи. Фотографиите на всички работници са поставени в специални албуми и са сравнявани с всички влизащи и излизащи. Работите са организирани така, че нито един от инженерите да не може да получи всички чертеж и спецификации. С цел дезинформация във всички документи се указва занижен калибър на главните оръдия – 406 мм, а бюджетът на строежа е разпределен по различни проекти, за да не се набива на очи огромната му стойност. Съхраняването на тайната в крайна сметка е обезпечено – в чужбина нямат представа за истинските характеристики на линкорите до самия край на войната.
Разходите и затрудненията, с които се сблъскват японците, по много напомнят историята за построяването на съветските линейни кораби от типа „Советский Союз“. За благополучното завършване на подобни проекти се изискват значителни усилия от икономиката на цялата страна, сравними със съвременните космически програми, като се налага и разрешаването на маса задачи, които не са свързани пряко с корабостроенето.
В частност, стига се до модернизирането на металургичните заводи, създаването на нови плаващи кранове, буксири, а за превозването на кулите на главния калибър е построен специален съд водоизместимост 13 800 тона. За осигуряването на последващото строителство на серията японците започват съоръжаването на четири големи дока, но не успяват напълно да завършат работите по тях.
Следващите два линкора от типа „Ямато“ са поръчани според „Четвърта програма за попълнение и замяна на флота от 1939 г.“. На 4 май 1940 г. в корабостроителницата на ВМС в Йокосука е заложен линкорът „Шинано“. Строителството на последния кораб от този тип започва на 7 ноември 1940 г. в Куре под № 111, но собствено название той така и не получава. Предполага се поръчката на още един кораб от такъв тип с номера 797, обаче не се стига до залагането му. На тези линкори е планирано рязко да се усили зенитната артилерия за сметка на поставянето на двадесет 100-мм оръдия в двуоръдейни кули вместо средните кули за 155-мм оръдия. Бронирането им, напротив, е решено малко да се отслаби по сравнение с „Ямато“.
Построяването на „Шинано“ е спряно през лятото на 1942 г. при 50% готовност. Японският флот, който търпи поражение при Мидуей, много повече се нуждае от самолетоносачи, и линкорът е решено да се преоборудва в кораб от този клас. Строителството на линкор № 111 е прекратено през март 1942 г. при 30% готовност, неговият корпус е разкомплектован за метал.
„Петата програма за 1942 г.“ планира строителството на още два линкора, с номера 798 и 799, които се явяват усъвършенстван по сравнение с „Ямато“ тип. Тяхната стандартна водоизместимост трябва да състави 72 000 т, бронирането на борда да е до 460 мм, а артилерията му да се състои от шест 510-мм оръдия в двуоръдейни кули. Тези линкори не са поръчвани.

## Конструкция

### Корпус и архитектура
Както и всички японски кораби, „Ямато“ има вълнообразен, ако се гледа в профил, корпус. Японските инженери залагат в проекта: максимална височина на борда при форщевена – за осигуряване на добра мореходност, при мидъла – височина, необходима за действията на артилерията и минимална височина при кърмата – за икономия на тегло от корпуса. Такава форма е продиктувана от стремежа максимално да се повишат мореходните и скоростните качества при минимално тегло на корпусните конструкции. Гледан отгоре линкорът представлява крушовиден основен корпус с тесен и дълъг нос. Това осигурява добри мореходни качества, но прави носовата конструкция уязвима за торпеда. Едно от изискванията към проектантите е осигуряването на минимално възможното газене, поради което мидълът на кораба става почти правоъгълен. Въпреки всичко ходовите качества на „Ямато“ се оказват доста добри. Направени са цял комплекс от хидродинамични изследвания, които позволяват достигането на значителни подобрения, в частност чрез поставянето на носов бълб.
Корпусът е сглобен чрез нитоване, използването на заваряване е минимално и не надвишава 6%. Като основен строителен материал се използва стоманата DS (ducol steel) с увеличена якост. Характерната черта на новите линкори става палубата с минимум оборудване, което е направено за защита от дулните газове на оръдията на главния калибър. Командните постове са разположени основно в кулоподобната надстройка, извисяваща се над горната палуба на 28 метра. Макар там да се намират крайно важни постове, надстройката е практически небронирана, с изключение неголямата бойна рубка.

### Енергетична установка
Енергетичната установка включва в себе си 4 турбозъбчати агрегата и 12 котела, всичките марка „Кампон“. Всеки котел и турбина са поставени в отделен отсек. Според оценката на американските специалисти, силовата установка е технически стара и има прекалено големи габарити. Впрочем подобна оценка е естествена за специалистите на САЩ, които рано и успешно прехвърлят своите кораби към котли с относително високи параметри на парата и добри габаритни и теглови характеристики. Критика от страна на британците предизвикват лошите инжектори и неудовлетворителната циркулация на вода и пара в котлите. Въпреки всичко японците не се оплакват от машините на своите линкори. Характеристиките на котлите съответстват на консервативните британски стандарти: всеки котел изработва пара с налягане 25 кг/см² и температура 325 °C за 12 500 к.с. Мощността на установката съставлява 150 000 к.с. Скоростта на изпитанията съставя 27,7 възела при водоизместимост от 69 500 дълги т и мощност 158 000 к.с. Според измерванията за разхода на гориво, проектната далечина на плаване – 7200 мили на ход 16 възла е възможно да се увеличи до 10 500 мили  – почти 1,5 пъти. Четирите гребни винта с диаметър 6 м са трилопастни.
Силовата установка е разчетена за форсиране, при което мощността достига 165 000 к.с., а скоростта до 27,7 възела. Икономичния ход се осигурява мощност 18000 к.с. Характерна за линкорите черта е строгото ограничение в използването на електроенергия – навсякъде, където само е възможно, се използват парни машини. Така при загуба на източниците на пара корабът е обречен.

### Брониране
Формално имайки най-дебелата сред линкорите броня, фактически „Ямато“ не е най-защитен. Японската металургия от 1930-те години изостава от западната, а влошаването на англо-японските отношения прави невъзможен достъпа до най-новите технологии. Новата японска броня тип VH (Vickers Hardened) е разработена на базата на британската VC (Vickers Cemented), произвеждана в Япония по лиценз от 1910 г. Според мнението на американските специалисти, изследващи тази броня след войната, нейната защитна ефективност се оценява с коефициент 0,86 по отношение към американската броня клас „A“. На особено висококачествената британска броня CA японският образец отстъпва почти с една трета, т.е. за еквивалент на 410 мм VH е достатъчно 300 мм CA, но критиката към качествата на японската броня все пак следва да се остави на съвестта на следвоенните аналитици.
Изоставането в качеството на броневия материал в съчетание с огромните размери на проектираните линкори води конструкторите към идеята за решаване на проблема със защитеността „ударно“, т.е. за сметка на максималното увеличаване на дебелината на бронята. Линкорите от типа „Ямато“ са бронирни според схемата „всичко или нищо“, подразбираща създаването на бронирана цитадела, защитаваща жизненоважните центрове на кораба, осигуряваща запас плаваемост, но оставяща незащитено всичко останало. „Ямато“ и „Айова“, се отличават с най-малкото отношение на дължината на корпуса спрямо цитаделите: 53,5% и 53,9% съответно.
Опитът от войната показва, че „меките“ краища могат да бъдат превърнати буквално в решето даже без пряко попадение, като даже напречните водонепроницаеми прегради не ограничават наводняванията, тъй като самите те могат да бъдат с лекота пробити от осколките.
Поставилите си за цел да защитят линкорът от всички типове снаряди, конструкторите разполагат рекордния по дебелина брониран пояс (410 мм) под ъгъл 20° спрямо вертикалата в средната част, в района на погребите ъгълът на наклон се увеличава до 25°. Теоретично на дистанции над 18,5 км той не може да бъде пробит от нито едно чуждестранно оръдие. Придавайки особено значение на попаденията с недолет, японците разполагат под главния още един броневи пояс с дебелина 200 мм.
Приетата система за противоторпедна защита е проектирана и изпробвана за противодействие на заряд тротил с маса 400 кг. Американските линкори от типовете „Айова“ и „Саут Дакота“ имат идейно същата система на бронева защита: продължаваща до двойното дъно, изтъняваща надолу, бордов пояс – противоторпедна преграда. Но цялата защита се намира в пределите на бронираната цитадела, от една страна увеличавайки и без това надеждната защита на жизненоважните части на кораба, а от друга намалявайки я по краищата на съда. Такъв подход е разбираем, тъй като главният смисъл за съществуването на линейния кораб, според вижданията на японските и американските адмирали и специалисти, е неговата главна артилерия. Анализът на повредите на корабите потвърждава тяхната добра устойчивост към въздействието на бомби и торпеда при попадения в средната част на корпуса. Обаче даже единични попадения в краищата водят до значителни наводнения – това е характерната особеност на най-новите японски и американски линкори заложена в самата схема на защита.
Дебелината на бронираните траверси е съществено по-малка, отколкото на пояса, тъй като те са разположени под ъгъл 30°, долната им част има дебелина 270 мм, а тяхната горна част е изпълнена от бронеплочи с дебелина 300 мм. Бронираната кутия, която се получава в крайна сметка, е покрита от главната бронирана палуба, която също е с рекордна дебелина – 200 мм в централната част и 230 мм на скосовете. Тъй като отгоре има само отделни бронирани участъци (пред предната и кърмовата кули), то съдбата на кораба при попадение от бомба зависи само от единствената бронепалуба.
Съвършено фантастична изглежда броневата защита на кулите на главния калибър. Дебелината на техните челни плочи, наклонени под ъгъл 45°, съставлява 650 мм, което е еквивалент на примерно 950 мм. Счита се, че такава броня не може да бъде пробита даже при стрелба от упор, обаче американците имат относно това свое собствено мнение. Затова те прибягват до измама и разполагат плочата практически вертикално, така че еквивалентната дебелина да е равна на фактическата, а 650 мм от близка дистанция могат да пробият много от линкорите. Страниците на кулите имат дебелина 250 мм, а задните плочи – 190 мм (стомана NVNC). Дебелината на покрива е равна на 270 мм стомана VH – даже американските „Айови“ имат само 184 мм. Дебелината на задната стена на втората (високата) кула съставлява, за уравновесяване, 460 мм. Дебелината на фронталните плочи на барбетите на кулите на главния калибър е равна на 560 мм, а на бордовите – 410 мм. Останалите части на кораба, с изключение на бойната рубка и отделенията за рулевите машини, практически не са бронирани.
Обобщената оценка за качеството на бронята и нейното сглобяване на последните линкори на Япония оставя да се иска повече. Това се обяснява, преди всичко, с мащабността на проблемите, поставена пред създателите на най-големите в света линейни кораби… качеството бронирането, като цяло, се оказва посредствено, т.е. по-лошо, отколкото можеше да бъде при толкова големи габарити и дебелина на бронята.

### Въоръжение

#### Главен калибър
При разработката на проекта е отделено особено внимание на осигуряването на огнево превъзходство над всеки възможен противник. За избор са представени само два варианта: 410-мм и 460-мм (в съответствие с калибрите, приети в японския флот за линкорите от типа „Нагато“ и разработените за линкорите по корабостроителната програма от 20-те години, които така и не са построени в резултат на подписването на Вашингтонския договор). Известно е, че до влизането в сила на този договор САЩ и Великобритания са разработили няколко модели 18-дюймови (457-мм) оръдия, поради което вече съществуващите 410-мм оръдия са оценени като недостатъчно мощни и решението е взето в полза на 460-мм калибър. Разработката на тези оръдия започва през 1934 г. и завършва към 1939. За целите на запазване на секретността те са наречени „四五口径九四式四〇糎砲 Yonjūgo-kōkei kyūyon-shiki yonjussenchi-hō 40 см/45 Тип 94 морско оръдие“. Конструкцията, поради приемствеността от разработката от началото на 1920-те години, представлява съчетание на съвременната технология за скрепени тръби получени с помощта на центробежно леене и архаичната телова навивка. Дължината на ствола съставя 45 калибра, теглото на оръдието със затвора е 165 тона; всичко са произведени 27 ствола. Зареждането им става при фиксиран ъгъл от +3°, скорострелността, в зависимост от ъгъла на подем на ствола, съставлява един и половина – два изстрела в минута. Въртящата се част на всяка една от трите оръдейни кули тежи 2510 тона.
От гледна точка на балистиката е приета комбинацията от относително лек за такъв калибър снаряд и висока начална скорост. Бронебойният снаряд „тип 91“ има тегло от 1460 кг и съдържа 33,85 кг TNA. Неговите особености са специалният наконечник, позволяващ да съхранява траекторията на движението си във водата, и необичайно голямото време на забавяне на сработването на взривателя – 0,4 секунди (за сравнение взривателят на американския бронебоен снаряд Mk8 има забавяне 0,033 с.) Снарядът е разчетен за поражение на вражеските кораби при недолет, но не е много ефективен при обичайните условия, особено при попадения в небронираните части на корабите. Въпреки това, благодарение на огромното си тегло и добрите балистични характеристики, снарядът обладава висока бронепробиваемост. Началната му скорост съставлява 780 м/с, а максималната далечина на стрелба – 42 050 при 45 градуса (за самото оръдия – малко повече от 42 110 метра при 48 градуса възвишение).
Още по-необикновен е снарядът „тип 3“ с тегло 1360 кг. Фактически той се явява зенитен снаряд и съдържа 900 запалителни и 600 осколъчни поразяващи елемента. Впрочем американските пилоти го смятат за „по-скоро ефектен, отколкото ефективен“.
Двата снаряда са прекалено специализирани. Някои източници съобщават за съществуването на фугасен снаряд („тип 0“ с маса 1360 кг и 61,7 кг ВВ) за 460-мм оръдия, но данни за подобен не са запазени в архивите, и японските линкори не използват такива снаряди в битките. Парадоксът на историята е: най-добрите японски линкори се оказват в положението на руските от периода на руско-японската война, 1904 – 1905 – без фугасни снаряди и с олекотени бронебойни.

##### Система за управление на огъня
Огънят на главния калибър се управлява от най-сложната и, възможно, най-съвършената система от доелектронната ера „тип 98“. Тя включва в себе си следните компоненти:
1. пет далекомера, от тях четири с рекордна база – 15 метра. Качеството на японската оптика съответства на световните стандарти;
2. два директора, даващи данните за ъглите на вертикално и хоризонтално насочване;
3. прибор за следене на целта;
4. устройство за произвеждане на стрелбата;
5. електромеханичен изчислител, явяващ се „черешката“ на системата. Влизащите в неговия състав три блока не само позволяват да се изчисляват данни за курс на целта и ъглите на насочване на собствените оръдия, но и позволяват да се въвеждат всевъзможни поправки, включая даже географската ширина и зависимост от деня на календара.

Като цяло системата е доста ефективна и в условията на добра видимост с нищо не отстъпва на аналогичните американски, основани на използването на радари. Обаче при лоша видимост, и още повече през нощта японците се оказват в крайно неизгодно положение, особено към края на войната. След войната американските специалисти внимателно изучават тази система.
Според техните заключения, изучените прибори са далеч от съвършенството, неоправдано сложни са, имат многобройни недостатъци, но… обладават високи потенциални възможности. Започвайки „с опело“, артилерийските специалисти завършват с „да живее“, препоръчвайки тяхното приемане на въоръжение „поради очевидната изгода“.

#### Артилерия на средния калибър
Артилерията на средния калибър според проекта включва дванадесет 155-мм оръдия с дължина на ствола 60 калибра в 4 триоръдейни кули. Това въоръжение е „пристроено“ на линкорите след преоборудването на тежките крайцери от типа „Могами“ с 203-мм артилерия. Такова решение предопределя достойнствата и недостатъците на въоръжението. От една страна, всяка кула получава 8-метров далекомер, което е доста необикновено за второстепенен, според линкорните мерки, калибър; при това ефективността на система на огромния и устойчив линкор, разбира се, е по-висока. От друга страна, кулите се получават много тесни и крайно слабо бронирани. Но главният недостатък на втория калибър става невъзможността за стрелба по въздушни цели, което съществено намалява силите за ПВО на корабите.
Самите оръдия са доста мощни за своя калибър, отличават се със завидна далекобойност, но с невисока скорострелност (5 – 6 изстрела в минута). Обаче да пострелят по морски или брегови цели така и не им не се налага, и в крайна сметка бордовите кули са заменени с по-необходимите 127-мм зенитки.

#### Далекобойна зенитна артилерия
За обстрел по самолетите на противника на значителна далечина се използват 127-мм орудия тип 89 с дължина на ствола 40 калибра. Първоначално на линкорите са разположени 12 такива оръдия в сдвоени установки. На „Ямато“, от март 1944 г. техния брой е доведен до 24 (12×2). Самото оръдие е напълно удовлетворително, макар и да отстъпва на американското 127-мм универсално оръдие по начална скорост на снаряда и скорострелност. Към недостатъците на двуцевните установки може да се отнесат сравнително малките скорости на насочване. Системата за управление на огъня „тип 94“, основана на оптични далекомери и електромеханични изчислители, е достатъчно ефективна според мерките на края на 1930-те години и съпоставима с американската Mk37.

#### Малокалибрена зенитна артилерия за близък бой
Зенитната батарея с близко действие може да се оцени като удовлетворителна. Основния зенитен автомат е 25-мм зенитно оръдие тип 96, което, на свой ред, е японският вариант на френското оръдие на фирмата „Хочкис“. Болшинството от тези оръдия са разположени на трицевни установки, първоначално – основно в покрити (преди всичко за защита на разчетите им от чудовищната ударна вълна при изстрелите на главния калибър). Добавяните по-късно строени установки са в голямата си част открити. Към началото на войната японските зенитки са даже по-добри, отколкото американските 28-мм/75. В края на войната вместо двата ешелона от автоматична зенитна артилерия, които имат корабите от флота на САЩ, – 40-мм „Бофорси“ и 20-мм „Ерликони“, – японският линкор има само един. Превъзходството на американците е не само качествено, но и количествено – двукратно преимущество в минутния залп.

Самите оръдия са разположени в трицевни и единични установки. Последните нямат никаква система за насочване, бидейки напълност дадените „на свободната воля“ на разчета. 
Смисълът от тяхното съществуване се заключава, едва ли не, само в моралното им въздействие срещу летците, пък и на собствения екипаж – в момента на въздушна атака си много по-спокоен, когато самият ти си зает с работа и наоколо стрелят собствени оръдия.
 Що се касае до 13,2 mm зенитни картечници, то опитът от войната показва тяхната пълна безполезност.

### Оборудване
Приборното оборудване на линкорите при влизането им в строй е много скудно според западните стандарти. Фактически „Ямато“ и „Мусаши“ разполагат с обичайния за японските кораби набор от радиостанции, но със значително увеличена мощност, което позволява тяхното използване като флагмански кораб.
Към началото на 1942 г. нито един кораб на Императорския флот няма радар. Работите над тези важни устройства се развиват в японския флот едва след превземането на Сингапур и британските радиолокатори там. През септември 1942 г. „Мусаши“ първи от линкоров получава радар тип 21. Това е крайно ненадеждно устройство, позволяващо да се засичат надводни цели на неголяма дистанция. В крайна сметка „Ямато“ и „Мусаши“ получават към средата на 1944 г. комплекти от шест радара от три различни типа, но всички те се използват само за откриване на морски и въздушни цели. Да се управлява огъня нито главната, нито на зенитната артилерия с тяхна помощ е невъзможно. Фактически към момента на решаващата битка с американския флот в залива Лейте през 1944 г. японските радари съответстват на нивото на американските и британските 1941 г.
Освен това „Ямато“ и „Мусаши“ носят набор от хидрофони, които за линкорите най-общо казано са безполезни. Към края на войната те са снабдени с детектори за радиоизлъчване и инфрачервени прибори. Тези устройства са разработени на базата на немски технологии.

### Екипаж и обитаемост
При влизането си в строй екипажът на „Ямато“ наброява 2200 души, в т.ч. 150 офицера, но реално на корабите от този тип винаги има много повече моряци. „Мусаши“ отплава за участието си в битката за Филипините, имайки на борда 2400 души; екипажът на „Ямато“ в неговия последен поход надминава 3000. По-голямата, отколкото е изначално планирано, численост на екипажа се обуславя с поставянето на допълнителни оръдия на зенитната артилерия, което и води до увеличаването на брой на нейната прислуга.
Като цяло, според японските стандарти, битовите условия на корабите от този тип са значително по-добри, отколкото на по-ранните японски линкори. На „Ямато“ на всеки член от екипажа има по 3,2 квадратни метра жилищни помещения, а при неговите предшественици – от 2,2 до 2,6. Още по-комфортни линкорите от типа „Ямато“ изглеждат на фона на тежките крайцери (1,3 – 1,5 м²), и още повече спрямо разрушителите (1 м²). Не е удивително, че в японския флот „Ямато“ и „Мусаши“ са кръстени „хотелите“ – на тях даже има големи ведра за къпане на екипажа, а в същото време на подавляващото болшинство от японските кораби хигиенните процедури се свождат до обливане с вода на горната палуба.
От друга страна обитаемостта на линейните кораби от Европа и САЩ от онова време макар и като цяло да е по-добра, не е с много. Например на британските линейни кораби от типа „Кинг Джордж V“ за старши матрос са предвидени 1,86 м² площ, а за младши – 1,67 м². Заедно с това на линкорите от типа „Ямато“ няма стационарни спални места за нисшите чинове, а има само висящи койки и хамаци, окачвани само за през нощта. Храненето на екипажа става в кубриците, на спускаеми маси.

## История на службата

### 1942 – 1944 година
„Ямато“ е заложен на 4 ноември 1937 г., спуснат на вода на 8 август 1939 г., и официално влиза в строй на 16 декември 1941 г.; обаче за боеготовност корабът е обявен едва на 27 май 1942 г. В качеството на флагмански кораб на Обединения флот той формално участва в сражението при атола Мидуей от 4 – 6 юни 1942 г., но фактически няма стълкновения с противника, тъй като се намира на 300 мили зад японските самолетоносачи.
На 28 май 1942 г. „Ямато“ е пребазиран на остров Трук, където прекарва около година, изпълнявайки ролята на плаващ щаб на Обединения флот. На 25 декември 1943 г. намиращият се северно от остров Трук „Ямато“ получава попадение от торпедо (маса на заряда 270 кг) на американската подводница „Скейт“ (Skate) и поема през пробойната около 3000 тона вода. Боеспособността на кораба е сериозно нарушена поради наводняването на погреба на кърмовата кула на главния калибър. В периода януари – април 1944 г. „Ямато“ преминава ремонт и модернизация в Куре.
През юни 1944 г. „Ямато“ взема участие в сражението във Филипинско море, като съединение, включващо също „Мусаши“ и ред други тежки кораби, действа пред своите самолетоносачи. На 19 юни „Ямато“ за първи път открива огън в бойна обстановка, но по-късно става ясно, че линкорът обстрелва собствената си авиация – за щастие неефективно.
„Мусаши“ е заложен на 29 март 1938 г., спуснат на вода на 1 ноември 1940 г., и влиза в строй през август 1942 г. До края на 1942 г. линкорът преминава изпитания, дооборудване и бойна подготовка в японски води. На 22 януари 1943 г. той пристига на Трук и става новият флагман на Обединения флот. През май 1943 г. е включен в състава на съединението, предназначено за срив на Алеутската десантна операция на флота на САЩ, но японците се забавят с разгръщането на своите сили и операцията е отменена.
На 29 март 1943 г. „Мусаши“ отплава от залива на Трук, отклонявайки се от атаките на американската палубна авиация, но в морето е атакуван от американската подводница „Тъни“ (Tunny) и получава попадение от торпедо в носовата част. Приема 3000 тона вода, загубите съставят 18 души. Ремонтът му се провежда в Куре до края на април. На 19 – 23 юни „Мусаши“, заедно с „Ямато“, участва в сражението във Филипинско море, но не постига никакви резултати.
Японското командване пази своите линкори за предполагаемото генерално сражение с американския флот. Всъщност войната в Тихия океан прераства в ред малки, но изнурителни сблъсъка, в които силите на японския флот се стопяват, докато силните линкори се намират далеч от зоните на активни бойни действия. В резултат в Императорския флот се формира скептично отношение към тези кораби, което добре се илюстрира от популярната сред японските моряци от това време поговорка за „хаширския флот“ (според мястото на базиране на корабите):
„На света има само три най-големи и най-безполезни вещи – египетските пирамиди, Великата китайска стена и линкорът „Ямато““.

### „Ямато“ и „Мусаши“ в сраженията за Филипините
През октомври 1944 г. японските суперлинкори най-накрая са пуснати в сериозно сражение. Американците започват десанта си на Филипините и в случай на успех на операцията могат да разрушат японския отбранителен периметър и да отрежат Япония от основни източници на суровини и нефт. Залогът е прекалено висок и японското командване взема решение за провеждането на генерално сражение. Съставения от тях план „Шо-Го“ („Победа“) е посредствено достижение в оперативното изкуство. Тъй като авионосните сили на Императорския флот към това време достигат упадък, главната роля е дадена на големите артилерийски кораби.
Северната група, включваща малкото боеспособни самолетоносачи, трябва да изиграе ролята на примамка за 38-о оперативно съединение – главната ударна сила на американския флот. Основният удар по десантните съдове трябва да нанесе 1-во диверсионно съединение на вицеадмирал Курита. В неговия състав влизат 5 линкора, включая „Ямато“ и „Мусаши“, 10 тежки и 2 леки крейсера, 15 разрушителя. Съединението трябва през нощта да преодолее пролива Сан Бернардино и сутринта да атакува десантните съдове при остров Лейте. Поддръжка му оказва по-слабото по сили 2-ро диверсионно съединение на вицеадмирал Нишимура, плаващо в пролива Суригао.

#### Битката в морето Сибуян
На 22 октомври 1-во диверсионно съединение излиза в морето и още на следващия ден е атакувано от американските подводници, които потопяват два тежки крайцера. Сутринта на 24 октомври, кодато съединението на Курита се намира в морето Сибуян, започват масирани атаки на американската палубна авиация. По силата на случайни съвпадения основните удари на американците са насочени срещу „Мусаши“. В течение на първите три часа линкорът получава не по-малко от три торпедни и ред бомбови попадения. Кренът на кораба е изправен чрез контранаводняване, но той вече е приел прекалено много вода, има голям диферент към носа и постепенно губи скорост. След 15 часа линкорът отново е подложен на мощни атаки от торпедоносци и пикиращи бомбардировачи и получава множество торпедни и бомбови попадения. Макар след 16 часа атаките да приключват, наводняването на вътрешните помещения на линкора излиза от контрол. Вицеадмирал Курита, виждайки отчаяното положение на „Мусаши“, му заповядва да се изхвърли на брега. Но не успяват да изпълнят заповедта – в 19:36 линкорът се преобръща и потъва. Всичко „Мусаши“ получава попадения от 11 – 19 торпеда и 10 – 17 авиобомби. Загиват 1023 члена на екипажа, включая неговия командир – контраадмирал Иногучи, който избира да загине заедно със своя кораб. Загубите на американците съставят 18 самолета от 259 участващи в атаките.
Независимо от загубата на „Мусаши“, съединението на Курита си остава напълно боеспособно, тъй като останалите линкори не получават сериозни повреди. Въпреки това Курита се колебае и даже ляга на обратен курс. Обаче Северната група на вицеадмирал Одзава изпълнява своята роля на примамка – главните сили на 38-о оперативно съединение се втурват след нея, оставяйки северните проливи без охрана. Американският командващ надценява достиженията на своите пилоти, рапортуващи за потопяването на множество японски линкори, и решава, че 1-во диверсионно съединение не представлява опасност. Курита междувременно получава пряка заповед от главнокомандващия Обединения флот – „Съединение трябва да атакува с вяра в божественото провидение!“ – и поема напред.

#### Боя в залива Лейте
Съединението през нощта безпрепятствено форсира неохраняемия пролив Сан Бернадино на голяма скорост и влиза в залива Лейте. Около 6:45 японците откриват американските кораби. Това е северната група на 7-и флот на САЩ, включваща 6 ескортни самолетоносача, 3 разрушителя и 4 ескортни разрушителя. На „Ямато“, който става флагман на японското съединение, приемат противника като една от бързоходните авионосни групи и считат, че в нейния състав има крайцери. Въпреки това японците влизат в боя. „Ямато“ за първи път в своята кариера открива огън по надводен противник в 6:58 от дистанция 27 км. Първите залпове са по самолетоносача „Уайт Плейнс“ (White Plains) и артилеристите считат, че имат попадения.
Впоследствие боят се свежда до преследване от японците на бавния противник, който отговаря на атаките със самолети и разрушители. В течение на последващите три часа японските кораби обстрелват многобройни цели и смятат за потоплени няколко американски самолетоносача и крайцери. Стрелбата е затруднявана периодично от порои дъжд и димните завеси на противника. В резултат на голямата разлика в скоростта (до 10 възела) японското съединение се разтяга, и Курита губи управлението на боя. В 10:20 1-во диверсионно съединение излиза от боя и ляга на обратен курс, макар пътят към залива Лейте, където са събрани американските транспорти, да е отворен.
Това прилича на помилване от смъртна присъда в послената минута, макар в този момент американците да не могат да разберат, дали това е отмяна на присъдата или само отсрочка на екзекуцията.
Загубите на американците в сражението в залива Лейте съставят 1 ескортен самолетоносач, 2 разрушителя и 1 ескортен разрушител. Независимо от увереността на артилеристите на „Ямато“ в добрите резултати от своята стрелба, следвоенните изследвания показват, че по-скоро „Ямато“ няма нито едно попадение на главния калибър, макар да са фиксирани доста накрития.
Това е единственото сражение в историята, когато линкори и крайцери държат на прицел самолетоносачи, а те в отговор пускат във въздуха своите самолети. Своя шанс изпускат японците, губейки финалното сражение с резултат 1:3 (за един самолетоносач е платено със загубата на три тежки крайцера). Такъв резултат, независимо от цялата му нелогичност (прекалено много е предопределено от объркаността на японския адмирал), става достатъчно символичен – въоръжените с бомби и торпеда самолети се оказват по-силни от най-мощната артилерия.
Също така съществува гледна точка, че поради голямото забавяне (виж по-нагоре) преди разрива на японските снаряди, снарядите на тежките японски оръдия пронизват небронираните краища на американските кораби, и се взривяват далеч от тях, което и води до ниските загуби на американците, независимо от високия процент накрития.

### Последният поход на „Ямато“
„Ямато“ се връща към бреговете на Япония едва на 22 ноември 1944 г. и веднага влиза за ремонт и модернизация, която завършва през януари 1945 г. и се оказва за него последна. Междувременно войната се премества към бреговете на Япония. На 1 април 1945 г. американските войски слизат на Окинава. Тъй като гарнизонът на острова няма шансове да отрази десанта, японското командване залага основно на самоубийствените методи на борба. Не остава настрана и флотът, който предлага да се използва „Ямато“ за атака на неприятелските десантни съдове, независимо от господството на противника по въздух и море.
Сутринта на 6 април 1945 г. съединение в състав „Ямато“, 1 лек крайцер и 8 разрушителя излиза в морето за участие в операцията „Тен-ичи-го“ („Небеса-1“). Пред съединението е поставена задачата – „атака срещу неприятелския флот и съдове за снабдяване и тяхното унищожаване“. В случай на трудност с завръщането си в базата на „Ямато“ е предписано да се изхвърли на плитчина на брега на Окинава и да поддържа армейските части с артилерийския си огън. Предполага се също, че този рейд ще отвлече палубната авиация на противника и да обезпечи набелязаните за 7 април масирани атаки на камикадзе срещу десантните средства на американския флот при бреговете на Окинава. Планът, от самото начало, има самоубийствен характер.
Японското съединение е засечено от противника в ранното утро на 7 април. Започвайки от пладне „Ямато“ и неговият ескорт е подложен на мощни атаки от американските палубни самолета (общо 227 машини). След два часа линкорът, получавайки до 10 попадения на торпеда и 13 попадения на авиобомби, излиза от строй. В 14:23 местно време се взривява носовият погреб на артилерията на главния калибър, след което „Ямато“ потъва. Спасяват се само 269 дущи, 3061 члена на екипажа загиват. Загубите на американците съставят 10 самолета и 12 пилота.

## Оценка на проекта
Готвейки се за войната за господство над Тихия океан, японското ръководство не може да разчита на числено превъзходство на своя флот дори за това, че Япония отстъпва на САЩ по производствени мощности. В резултат на това е взет курс към качествено превъзходство и линкорите от типа „Ямато“ са поръчани именно в рамките на тази концепция.
| ТТХ на линейни кораби построени 1930—1940-те г. |                       |                                  |                                  |                                  |                  |                           |                            |                                  |
| Характеристики                                  | „Кинг Джордж V“       | „Бисмарк“                        | „Литорио“                        | „Ришельо“                        | „Норт Керолайн“  | „Саут Дакота“             | „Айова“                    | „Ямато“                          |
| Страна                                          |                       | Германска империя (1933 – 1945)  |                                  |                                  |                  |                           |                            |                                  |
| Водоизместимост, стандартна/пълна, т            | 36 727/42 076         | 41 700/50 900                    | 40 724/45 236                    | 37 832/44 708                    | 37 486/44 379    | 37 970/44 519             | 48 425/57 540              | 63 200/72 810                    |
| Артилерия на главния калибър                    | 2×4 и 1×2 – 356-мм/45 | 4×2 – 380-мм/47                  | 3×3 – 381-мм/50                  | 2×4 – 380-мм/45                  | 3×3 – 406-мм/45  | 3×3 – 406-мм/45           | 3×3 – 406-мм/50            | 3×3 – 460-мм/45                  |
| Спомагателна артилерия                          | 8×2 – 133-мм/50       | 6×2 – 150-мм/55, 8×2 – 105-мм/65 | 4×3 – 152-мм/55, 12×1 – 90-мм/50 | 3×3 – 152-мм/55, 6×2 – 100-мм/45 | 10×2 – 127-мм/38 | 8×2 – 127-мм/38           | 10×2 – 127-мм/38           | 4×3 – 155-мм/60, 6×2 – 127-мм/40 |
| Лека зенитна артилерия                          | 4×8 – 40-мм/40        | 8×2 – 37-мм, 12×1 – 20-мм        | 8×2 и 4×1 – 37-мм, 8×2 – 20-мм   | 4×2 – 37-мм                      | 4×4 – 28-мм      | 7×4 – 28-мм, 16×1 – 20-мм | 15×4 – 40-мм, 60×1 – 20-мм | 8×3 – 25-мм                      |
| Брониране на борда, мм.                         | 356 – 381             | 320                              | 70 + 280                         | 330                              | 305              | 310                       | 307                        | 410                              |
| Брониране на палубите, мм                       | 127 – 152             | 50 – 80 + 80 – 95                | 45 + 90 – 162                    | 150 – 170 + 40                   | 37 + 140         | 37 + 146 – 154            | 37 + 153 – 179             | 35 – 50 + 200 – 230              |
| Брониране на кулите на главния калибър, мм      | 324 – 149             | 360 – 130                        | 350 – 150                        | 430 – 170                        | 406 – 184        | 457 – 184                 | 432 – 184                  | 650 – 190                        |
| Брониране на бойната рубка, мм                  | 76 – 114              | 220 – 350                        | 260                              | 340                              | 406 – 373        | 406 – 373                 | 440                        | до 500                           |
| Енергетична установка, к.с.                     | 110 000               | 138 000                          | 130 000                          | 150 000                          | 121 000          | 130 000                   | 212 000                    | 150 000                          |
| Максимална скорост, възела                      | 28,5                  | 29                               | 30                               | 31,5                             | 27,5             | 27,5                      | 32,5                       | 27,5                             |

Проектът въплъщава идеята за превъзходство над аналогичните американски кораби, които, според оценката на японските специалисти, вследствие условията за преминаване през Панамския канал са ограничени от пълната водоизместимост 63 000 т. Обаче тази задача е решена не напълно. Според съвокупността на артилерийската мощ и защитеност „Ямато“ превъзхожда и линкорите на европейските страни, и даже най-новите американски линкори от типа „Айова“, обаче отстъпва на строените по това време линкори от типа „Монтана“. Този факт, че на „Ямато“ не му се налага да се срещне с последните в бой, е обоснован само от това, че тяхното строителство е прекратено, след като падението на стойността на линкорите като бойна единица става очевидно; по-голямата скорост и численото превъзходство на линкорите от типа „Айова“ също могат да нулират качественото преимущество на японците. Въпреки всичко, японските гиганти влизат в историята като най-големите и най-силните артилерийски кораби.
… Сближаването с „Yamato“ е смъртно опасно за всеки противник, включая ЛК „Iowa“, „South Dakota“ и „Richelieu“, да не говорим за „Bismarck“. Трудно е да си представим, какви повреди може да получат корабите до достигането на дистанция 14 – 16 км.
Следва, обаче, да се подчертае, че разглеждането на дуелната ситуация „Ямато“ – американски линкор е некоректно. Японците и строят свръхмощни кораби за това, че не могат да се състезават по броя линкори. За годините на войната Япония въвежда в строй 2 нови линкора, САЩ – 10, и така съотношението на силите изглежда очевидно.
Разбира се проектът не е лишен от недостатъци. Към тях преди всичко се отнася не напълно удачно конструираната противоторпедна защита. Що се касае до недостатъците на японските радари и зенитни системи, тук вече се говори за общото технологично изоставане спрямо САЩ. Системите за управление на огъня, балистичния изчислител – това е върхът на инженерната мисъл за своето време. Оръдията на главния калибър са най-далекобойните и мощни, с малко по-малък, отколкото на главния калибър на „Айовите“, ресурс – 220 срещу 290.
Освен това през 30-те години САЩ и Англия всячески се стремят да попречат на доставката в Япония на стратегически суровини, особено на цветни метали, които са необходими за производството на висококачествена бронева стомана. Затова при направата на плочите броня, на японците им се налага да използват за образец тези плочи, които са им доставени от англичаните още през 1918 г. В резултат бронята на корабите е най-дебелата сред линкорите, но не с най-доброто качество по устойчивост.
Всяко оръжие е толкова добро, доколкото се използва. В този план японските адмирали няма с какво да се се похвалят. Всички решаващи битки от първата половина на войната протичат без участието на „Ямато“ и „Мусаши“. Японското командване не използва даже възможността да сплаши противника с характеристиките на корабите. Като резултат суперлинкорите са хвърлени в бой в ситуации, където техните силни страни се оказват ненужни. Ако говорим за гибелта на линкорите, няма никакъв смисъл да споменаваме за недостатъчната им живучест или слабите зенитни средства. Под такива атаки не може да оцелее нито един кораб и това, че те успяват да издържат под такъв град от удари, само прави чест на техните строители.
Дали е грешка строителството на линкорите от типа „Ямато“? Възможно те трябваше да още по-големи (колкото и парадоксално да звучи това по отношение на и без това на най-големите в историята линкори), с повече (а възможно и с по-голям калибър) на оръдията на главния калибър, с по-добра противоминна и противовъздушна защита, като чрез максималните си размери да се компенсира количествените и качествените показатели. Несъмнено Япония би получила значително по-голям ефект, влагайки средствата изхарчени за линкорите в самолетоносачи и авиация. Обаче отчитайки разрива във военнопромишлените потенциали на Япония и нейните противници се налага да се признае – всяко друго решение също не би довело японците до постигане на техните цели. Грешка е самото решение на Япония да започне войната.
В интернет има специални сайтове и форуми, посветени на много тясна тема: как би завършила срещата на двата главни претендента за титлата на най-силния линкор: японския „Ямато“ и американската „Айова“. Както казва Мао Дзъдун спрямо посетителите на подобни сайтове и форуми: „Умната маймуна седи на върха на хълма и наблюдава, как в долината се давят двата тигъра“.
Атаката на примерно седемдесет торпедоносеца и 120 – 150 пикировчика, загуба на около 20 самолета – това е тази цена, която плащат американците за потопяването на най-големия линкор в света.
Линкорите от този тип ознаменуват пика и едновременно задънената улица в развитието на линкорите. Ролята на главната ударна сила в морето преминава към самолетоносачите – те се и оказват умната маймуна.
| Американската обща оценка на линкорите                                     | Американската обща оценка на линкорите | Американската обща оценка на линкорите | Американската обща оценка на линкорите | Американската обща оценка на линкорите | Американската обща оценка на линкорите | Американската обща оценка на линкорите | Американската обща оценка на линкорите | Американската обща оценка на линкорите |
|                                                                            | „Ямато“                                | „Айова“                                | „Саут Дакота“                          | „Бисмарк“                              | „Ришельо“                              | „Кинг Джордж V“                        | „Литорио“                              | Относително тегло на фактора           |
| -------------------------------------------------------------------------- | -------------------------------------- | -------------------------------------- | -------------------------------------- | -------------------------------------- | -------------------------------------- | -------------------------------------- | -------------------------------------- | -------------------------------------- |
| Артилерия                                                                  | 10                                     | 10                                     | 8,5                                    | 9                                      | 9                                      | 8                                      | 7,5                                    | 4                                      |
| Управление на огъня                                                        | 5                                      | 10                                     | 10                                     | 5                                      | 7,5                                    | 8                                      | 5                                      | 4                                      |
| Средний калибр                                                             | 9,5                                    | 10                                     | 10                                     | 10                                     | 8                                      | 5                                      | 6                                      | 2                                      |
| Среден калибър – ПВО                                                       | 4,5                                    | 10                                     | 10                                     | 4                                      | 1,5                                    | 4,5                                    | 1                                      |                                        |
| Зенитни автомати                                                           | 2,5                                    | 10                                     | 10                                     | 3,5                                    | 7                                      | 8                                      | 1,5                                    |                                        |
| Обща оценка на ПВО                                                         | 3                                      | 10                                     | 10                                     | 3                                      | 5                                      | 7                                      | 1                                      | 2                                      |
| Брониране                                                                  | 10                                     | 9,5                                    | 9,5                                    | 6,5                                    | 8                                      | 8,5                                    | 7                                      | 4                                      |
| Подводна защита                                                            | 9                                      | 7                                      | 7                                      | 7                                      | 10                                     | 5                                      | 8                                      | 2                                      |
| Тактически характеристики (устойчивост, борба за живучест, скорост и т.н.) | 9,5                                    | 10                                     | 8,5                                    | 9                                      | 8,5                                    | 8,5                                    | 8,5                                    | 2                                      |
| Оперативни фактори (далечина, мореходност, удобство за обслуживане и т.н.) | 8                                      | 10                                     | 9                                      | 9,5                                    | 9                                      | 5,5                                    | 7,5                                    | 1                                      |
| Обща претеглена оценка                                                     | 170                                    | 202                                    | 192                                    | 146                                    | 174                                    | 152,5                                  | 130,5                                  |                                        |

Дадената таблица отразява американската оценка за полезност на линкорите. В нея има известна част лукавство.

## Командири на корабите
„Ямато“:
| Ранг                                           | Име                | Служба                              | Бележки                                                                                                |
| ---------------------------------------------- | ------------------ | ----------------------------------- | --- |
| Главен офицер по снабдяването Капитан / КАДМ   | Шутоку Миязато     | 5 септември 1941 – 1 ноември 1941   | Повишен в контраадмирал на 15 октомври 1941.                                                           |
| Главен офицер по снабдяването Капитан 1-и ранг | Гийхачи Такайанаги | 1 ноември 1941 – 16 декември 1941   | |
| Капитан / КАДМ                                 | Гийхачи Такайанаги | 16 декември 1941 – 17 декември 1942 | Повишен в контраадмирал на 1 май 1942.                                                                 |
| Капитан / КАДМ                                 | Чиаки Мацуда       | 17 декември 1942 – 7 септември 1943 | Повишен в контраадмирал на 1 май 1943.                                                                 |
| Капитан / КАДМ                                 | Такеджи Оно        | 7 септември 1943 – 25 януари 1944   | Повишен в контраадмирал на 1 ноември 1943.                                                             |
| Капитан / КАДМ                                 | Нобуей Моришита    | 25 януари 1944 – 25 ноември 1944    | Повишен в контраадмирал на 15 октомври 1944.                                                           |
| Капитан / ВАДМ*                                | Косаку Аруга       | 25 ноември 1944 – 7 април 1945      | * Посмъртно повишен в звание вицеадмирал със специално искане от главнокомандващия на Обединения флот. |

„Мусаши“:
| Ранг                                           | Име              | Служба                            | Бележки                                                                                                |
| ---------------------------------------------- | ---------------- | --------------------------------- | --- |
| Главен офицер по снабдяването Капитан 1-и ранг | Каору Арима      | 15 септември 1941 – 5 август 1942 | |
| Капитан / КАДМ                                 | Каору Арима      | 5 август 1942 – 9 юни 1943        | Повишен в контраадмирал на 1 ноември 1942.                                                             |
| Капитан / КАДМ                                 | Кейзо Комура     | 19 юни 1943 – 7 декември 1943     | Повишен в контраадмирал на 1 ноември 1943.                                                             |
| Капитан / КАДМ                                 | Бенджи Асакура   | 7 декември 1943 – 12 август 1944  | Повишен в контраадмирал на 1 май 1943.                                                                 |
| Капитан / КАДМ / ВАДМ*                         | Тошихира Иногучи | 12 август 1944 – 24 октомври 1944 | Убит по време на битка;Повишен в контраадмирал на 15 октомври 1944,* посмъртно повишен на вицеадмирал. |

## Коментари
1. ↑  Всички данни са към декември 1941 г.
2. ↑  В рамките на програмата 8х8 са разработени: 410-мм оръдия (поставени на линкорите от типа „Нагато“ и в кулите и на бреговите батареи на островите Цушима), 460-мм оръдия (впоследствие приети като база за разработката на оръдията на „Ямато“, които получават само незначителни усъвършенствания в сравнение с прототипа). В рамките на последващите изследвания е разработено 483-мм оръдие (опитния образец се взривява по време на полигонни изпитания с много жертви, с което дискредитира артсистемата пред корабостроителите). 510-мм оръдие, както впрочем и боеприпасите за него, щеше да се наложи да бъдат разработвани от нулата.
3. ↑  Наречен е в чест на провинцията Ямато в юга на остров Хоншу, която понастоящем съответства на префектура Нара. Думата се употребява също и като поетично име на Япония. Виж: Апальков Ю. В. Боевые корабли японского флота: Линкоры и авианосцы.   СПб., Дидактика, 1997. с. 112.
4. ↑  Наречен в чест на провинцията Мусаши в източната част на остров Хоншу; понастоящем ѝ съответстват части от префектурите Канагава и Сайтама. Виж: Апальков Ю. В. Боевые корабли японского флота: Линкоры и авианосцы.   СПб., Дидактика, 1997. с. 113.
5. ↑  Маса на оръдието 227 тона, маса на 510-мм бронебоен снаряд – 2000 кг Campbell J. Naval weapons of World War Two.   London, Conway Maritime Press, 2002, 179 с.
6. ↑  Такава стомана също така е основен материал при строителството на британските линкори.
7. ↑  В противен случай „Мусаши“ може би можеше да бъде спасен. Пак там, стр. 34.
8. ↑  Фактически поясът може да бъде пробит от оръдията на линкорите от типа „Айова“.
9. ↑  типовете „Ямато“, „Айова“ и „Саут Дакота“
10. ↑  След войната, по време на полигонни изпитания, намерени от американците бронеплочи за „Шинано“ са пробити от 406-мм снаряди.
11. ↑  Центробежните отливки се отличават с повишени механични свойства на отлетия метал.
12. ↑  При американския подход към конструирането на боеприпаси 460-мм снаряд би тежал около 1780 кг.
13. ↑  Тринитроанизол, тротилов еквивалент 1,06.
14. ↑  Окончателните причини за гибелта на „Ямато“ са установени през 1985 г. от международната експедиция, която открива и изследва обломките на линкора.
15. ↑  Всички данни са проектни.
16. ↑  Само на главния. Останалите линкори от този тип имат 10×2 – 127-мм/38 оръдия.
17. ↑  В хода на бойните действия на всички линкори е значително усилена.